# Basílica menor de Nuestra Señora del Carmen (La Ceja)
La Basílica Menor de Nuestra Señora del Carmen es una basílica colombiana de culto católico, dedicada a la Virgen María bajo la advocación del Carmen. Se encuentra ubicada en la esquina norte del costado occidental de la plaza principal del municipio de La Ceja (Antioquia), y pertenece a la jurisdicción eclesiástica de la Diócesis de Sonsón-Rionegro.
El primer templo data de 1815 y fue diseñado por Benjamín Ortiz. El actual es de principios del siglo XX y fue diseñado por el ingeniero Heliodoro Ochoa Escobar, quien usó el estilo neoclásico. El sismo de 1938 destruyó la fachada mas no el interior. La actual fachada neogótica es del ingeniero español Juan Ernesto Ormaechea. En el interior del templo se conservan los restos de Alfonso Uribe Jaramillo.

## Historia
En 1790 José Pablo de Villa solicitó a la Arquidiócesis de Popayán la creación de la Parroquia para la población creciente, el Presbiterio murió sin haber visto su demanda aceptada.
En 1815, María Josefa Marulanda donó el terreno para el templo, el cual fue construido por el primer párroco, el presbítero Mateo Cardona. Dicha edificación fue inaugurada, sin terminar, en 1829. La iglesia medía 21 varas de ancho por 60 varas de largo; tenía muros de tapia, cubierta a dos aguas con estructura de madera y con tejas de barro (al principio le pusieron techo de paja y tiempo después, tejas); tres puertas en la fachada principal y una en el lado norte que daba a la calle; constaba igualmente de espadaña, coro y sacristía.
En 1853 se le realizó la primera ampliación, agregándole ocho varas de largo, adquiridas a Bonifacio Toro y otro. Era párroco en ese entonces Pablo José Quintero, los trabajos fueron dirigidos por Benjamín Ortiz y finalizaron el 14 de julio de 1858, con un costo de $23 508.75. Durante 40 años el templo estuvo en servicio.
La fachada mostraba cierta influencia tardía de la Catedral de Santa Fe de Antioquia. El primer cuerpo tenía tres puertas enmarcadas por pilastras y tres ventanas; un amplio entablamento lo separaba del segundo cuerpo, que en realidad se trataba de una gran espadaña con cuatro vanos para albergar las campanas, flanqueada por dos cartones que describían una gran voluta y remataba en un frontón triangular. Y para complementar el conjunto en las esquinas estaban las estatuas de San Pedro y San Pablo, talladas en madera y que hoy se localizan en la fachada de la Capilla de Chiquinquirá.

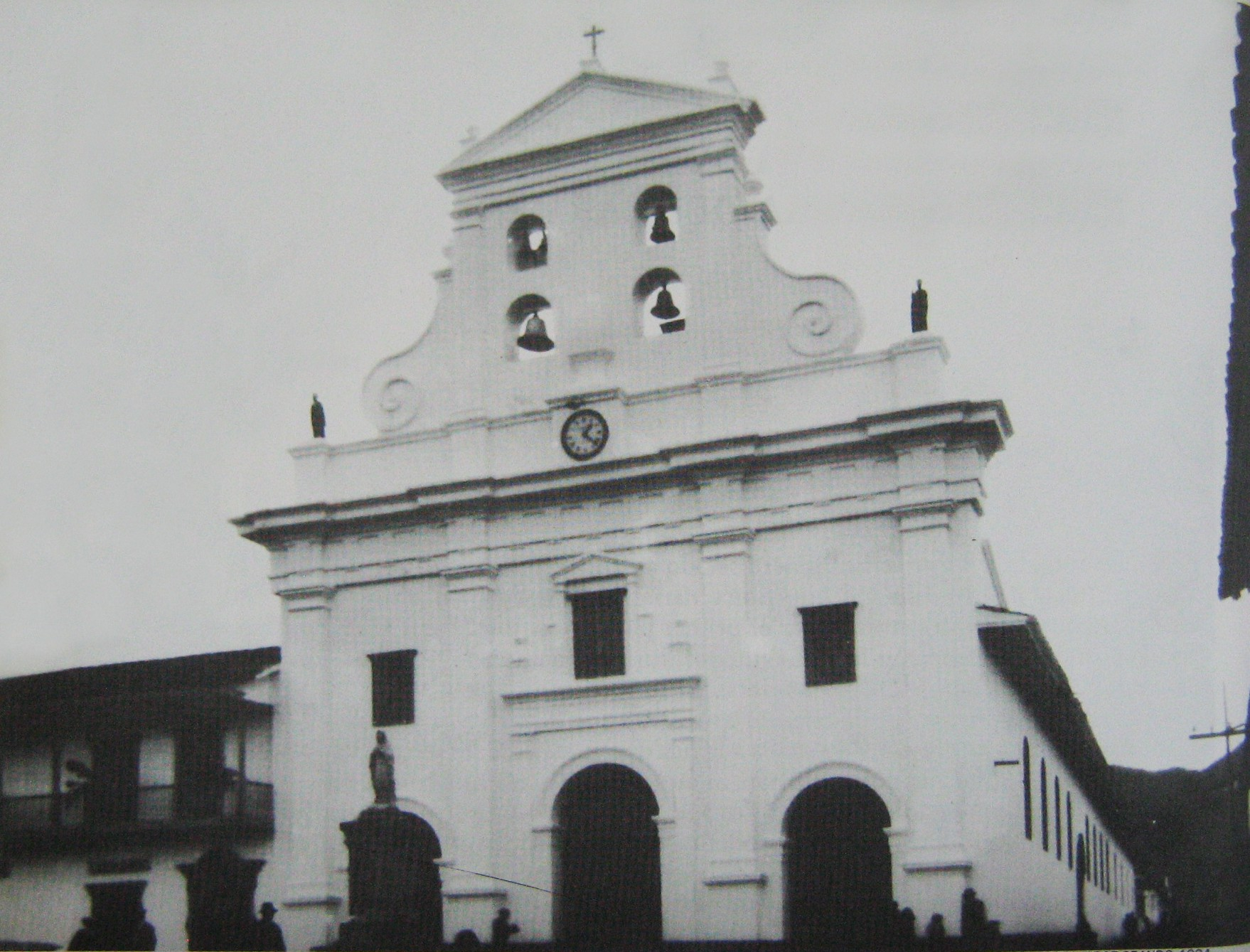
Antigua fachada de la basílica.

Se cuenta que los fieles de la Parroquia tenían particular devoción hacia San José y hacia San Francisco de Paula.
En 1886 la Parroquia con el obispo de la jurisdicción realizó la celebración de un Jubileo pidiendo a dios por los enfermos de las pestes, para que fueran curados por mediación divina.
En 1896 el padre Mariano Botero comenzó una nueva intervención; con el fin de ampliar la iglesia obtuvo una casa vecina y Martina Serna de Vázquez donó un solar. En 1910 el levita Guillermo Gómez se hizo cargo de las obras, ejecutadas por los maestros Demetrio Carmona y Severo Valencia sobre un proyecto hecho por el ingeniero Heliodoro Ochoa Escobar. El nuevo templo comprendía toda el área del anterior, del que se conservó la fachada principal y algunos muros de tapia, más 14 metros y la capilla anexa construida en el terreno que había sido donado por Martina Serna.
Entre 1914 y 1918, no se conoce la fecha exacta, La Ceja del Tambo en su parroquia con autoridades civiles y religiosas se consagró al Sagrado Corazón de Jesús en ocasión de la Primera Guerra Mundial.
En 1923, el párroco Jesús María Piedrahíta adquiere para la parroquia el órgano tubular de la casa italiana Natale Balbiani & Co. de Milán.
En febrero de 1938 un fuerte sismo afectó severamente la fachada principal y fue necesario demolerlo. El presbítero Jesús María Piedrahíta encargó a dos ingenieros españoles, Juan Andrés Ormaechea y otro de apellido Gaviria, la construcción de la actual fachada en estilo neogótico, que fue inaugurada el 11 de diciembre de 1939 con la presencia del arzobispo de Medellín, Tiberio de J. Salazar y Herrera.
En marzo de 1957 fue creada la Diócesis de Sonsón mediante la Bula “In Apostolici Muneris” del Papa Pío XII, desmembrando su territorio de la Arquidiócesis de Medellín, y la parroquia de La Ceja pasa a la nueva iglesia particular. Pero, el 20 de abril de 1968, la diócesis fue reorganizada y pasó a llamarse Diócesis de Sonsón-Rionegro.
En 1990 se anexó a un costado de la nave lateral izquierda una cripta donde están depositados los restos de algunos personajes cejeños. En 1993 fue construida una bóveda en el interior del templo, en el cual se conservan los restos de monseñor Alfonso Uribe Jaramillo, Obispo hasta ese año de la Diócesis de Sonsón-Rionegro. La parroquia es reconocida por la celebración de sus Fiestas Patronales y por encargarse de la Eucaristía de oración por los enfermos.
El Papa Juan Pablo II le concedió al templo el título de Basílica Menor por breve del 23 de enero de 2003.

## Patrona de La Ceja
José Pablo de Villa, reconocido como fundador del naciente municipio desde el siglo XVIII, 1790, celebraba las Fiestas en honor a Nuestra Señora del Carmen.En 1829 cuando el templo fue elevado a Parroquia se decretó que la Virgen María en advocación del Monte Carmelo sería quien poseería el título del patronazgo de la Neo Parroquia y de La Ceja del Tambo, en honor y recuerdo de la devoción de José Pablo de Villa, un fundador de la Ceja, hacia esta advocación mariana y en recuerdo del primer nombre que recibió el municipio por manos de sus conquistadores españoles, "Valle de Santa María".
La parroquia, en sus primeros años, contaba con un cuadro de su patrona en el cual estaba su imagen y, a los lados, las hermanas del padre Villa, que eran religiosas.(el cuadro aún se conserva en la sacristía)
En 1850, Juana Francisca Mejía de Bernal,esposa de Don Tomas Bernal, durante la administración de José Joaquín Isaza dona la actual imagen de la Virgen del Carmen.Es una hermosa imagen de vestir.Es tan linda como una muñeca,pulcramente esculpida en sus rasgos humanos,delicadamente pintada en un tono de piel muy noble,sus ojos parece que miraran piadosamente,y el cabello oscuro que cae sobre sus hombros la distingue como "la crespita de los Cejeños" .Es muy querida por los habitantes del pueblo y gran muestra de ello,son las fiestas que hacen para homenajearla.
En 1927 se donó la imagen que encabezaba las procesiones hasta el año de 1971 Actualmente, se encuentra ubicada en la capilla parroquial.
Por solicitud de Alfonso Uribe Jaramillo la Santa Sede aprobó el 24 de mayo de 1970 la Coronación Canónica de la imagen de Nuestra Señora del Carmen.
El 25 de julio de 1971 se diría que es uno de los días de mayor importancia en la historia de la parroquia; este día inició con el rosario de aurora a las 5 a. m., a las 10 a. m. Santa Misa solemne presidida por el Excmo. Nuncio Apostólico Angelo Palmas y concelebrada por el obispo de Sonsón-Rionegro en compañía de varios obispos, contó con la jubilosa presencia de sacerdotes y fieles. Al concluir, se dirigieron procesionalmente al parque donde diáconos portaban las coronas y diademas; después de bendecir las coronas se le impusieron a la imagen en un rito solemne y, después a las 3 p. m., la imagen ya coronada fue llevada en procesión alrededor del parque principal. las coronas la realizó el orfebre japonés Carlos Minani. Meses más tarde, las coronas fueron hurtadas causando gran impacto a nivel regional. Al ser recuperadas, fueron impuestas a la imagen en las Fiestas Patronales del siguiente año y desde aquella fecha la imagen de la virgen solo porta las coronas de oro el día de su procesión.

## Órgano

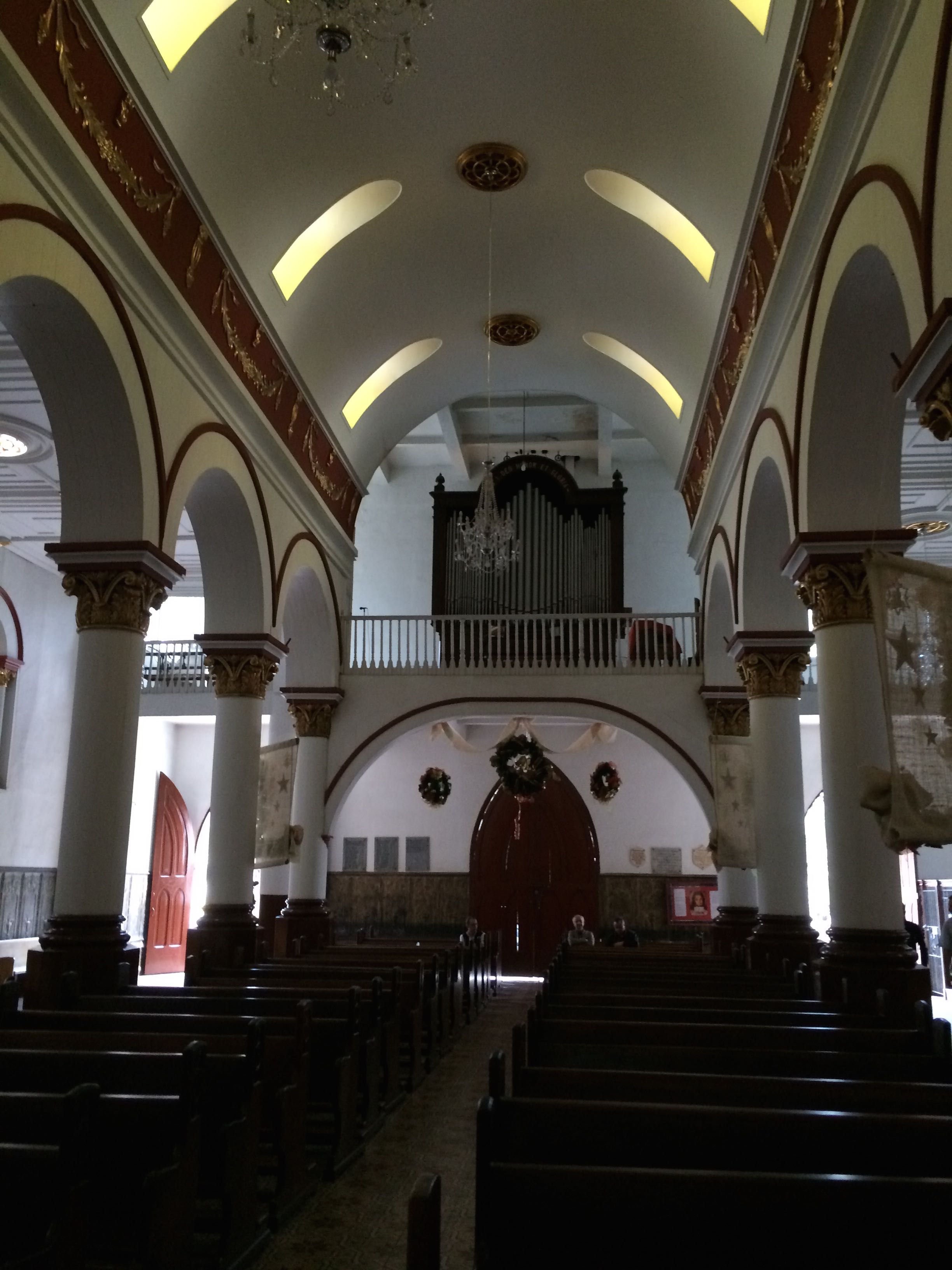
Vista del coro alto y del órgano tubular de la casa italiana Natale Balbiani & Co.

El órgano tubular de la basílica es de la casa italiana Natale Balbiani & Co., cuenta con 1300 tubos, se compone de 10 juegos o registros (sonidos) repartidos en dos teclados manuales y un teclado que se toca con los pies, llamado pedalero, que sirve para los bajos graves.
El instrumento fue adquirido por el párroco Jesús María Piedrahíta en 1923 y gracias a las donaciones de la feligresía. Su costo, una vez instalado fue de $4400 pesos de la época, en el valor estuvo incluido todo el proceso del viaje, el cual fue marítimo desde Italia hasta Barranquilla, luego fue fluvial por el Río Magdalena hasta Puerto Berrío, de donde es despachado hacia Medellín en el ferrocarril de Antioquia. El resto del viaje desde Medellín hasta La Ceja fue en lomo de mula.
El órgano cuenta con ensanches en la unión del segundo teclado manual con el primero, y unión del pedalero con el primer teclado manual, tiene superoctava de tutti y tremolo, los hermanos Vieco le realizaron en 1929 una intervención que acopló los bajos del pedaliero al primer teclado manual para que lo pudieran tocar pianistas, es decir de músicos intérpretes de teclados existentes en esa época que no supieran tocar los bajos del pedalero.
En 1938, el instrumento fue desmontado y vuelto a ensamblar, labor realizada por los Vieco, pues debió ser movido mientras se construía el nuevo frente del templo, ya que el anterior fue afectado por un sismo.
El órgano funcionó en sus primeros años bajo la acción de un sistema neumático cuyo fuelle requería la presencia de una persona que accionaba un pedal que lo alimentaba del aire necesario para que sus tubos sonaran. Por lo cual, se necesitaban dos personas para hacerlo sonar: el organista y el encargado del fuelle. Pero la década de los años cincuenta del siglo XX, gracias a la iniciativa de Mons. Miguel Aristizábal (párroco del templo), y bajo la asesoría del músico italiano el presbítero Fermín Pupulin, S.S., que se hicieron las gestiones necesarias para ponerle un motor eléctrico y repararle algunos tubos.
A continuación se enlista la disposición de registros del órgano.
| I Teclado (61 notas) |                           |    |
| 01.                  | Principal                 | 8' |
| 02.                  | Dulciana                  | 8' |
| 03.                  | Octava                    | 4' |
| 04.                  | Mixtura de 3 a 4 hileras. |    |

| II Teclado (61 notas) |             |                                  |
| 05.                   | Voz Humana  | 8'                               |
| 06.                   | Viola       | 8'                               |
| 07.                   | Flauta      | 4' (flauta armónica cónica)      |
| 08.                   | Voz Celeste | 8' (3 rangos para este registro) |

| Pedal (30 notas) |            |     |
| 09.              | Subbajo    | 16' |
| 10.              | Contrabajo | 8'  |

- Enganches y palancas: I-P; II-P; I-II; I-II Aguda; Tremolo II; Forte

Desde la llegada del órgano en 1923 se creó el cargo de "Maestro de Capilla". El cual ha sido ocupado por:
- José María Bravo Márquez (1923-1925)
- Jaime Santamaria Vasco (1925-1928)
- Samuel Bernal Patiño (1928-1980)
- Jesús María Bernal González (1996-2013)
- Arlen de Jesús García (2013-2020)

## Basílica Menor
Monseñor Flavio Calle Zapata quien fuera Obispo de la Diócesis Sonsón-Rionegro dirigió una carta al Papa Juan Pablo II el 28 de septiembre de 2002, donde se le pedía se le concediera el título y dignidad de Basílica Menor a la Iglesia dedicada al culto de Dios y en honor a la bienaventurada Virgen del Carmen del Municipio de La Ceja del Tambo. Fue aprobada en la Sede de la Congregación del Culto Divino y de la Disciplina de los Sacramentos en Roma, Italia, el día 23 de enero de 2003.

Escudo de la Basílica

El Papa Juan Pablo II le concedió al templo el título de Basílica Menor por breve del 23 de enero de 2003.
Actualmente la Parroquia está a cargo de la logística de la tradicional Misa de Oración por los enfermos; esta tradición la inició el Obispo Alfonso Uribe Jaramillo en 1976, terminado el Retiro Latinoamericano de Sacerdotes. En 2005 la celebración fue presidida por el Nuncio Apostólico en Colombia, Beniamino Stella, a esta celebración asistieron 15 000 personas y varios obispos.

## Límites de la Parroquia
Por el oriente con la Parroquia del Beato Eugenio y la de San Cayetano. Va hasta la carrera 17; por el norte con la parroquia de San Cayetano; va hasta la calle 22; por el occidente limita con el Retiro (Vereda el Chuscal, la parte urbana va hasta la carrera 27; por el sur con la parroquia de la Santa Cruz. Va hasta la calle 14. Los límites de la Parroquia son prácticamente urbanos pues solo por el occidente limita con la vereda del Chuscal que es del Retiro.